# Adonis Jordan
Pour les articles homonymes, voir Jordan.
Adonis Jordan, né le 21 août 1970, à Brooklyn, à New York, est un ancien joueur américain de basket-ball. Il évolue au poste de meneur. 

## Palmarès
- Vainqueur de l'Universiade d'été de 1991
- First-team All-Big Eight 1992